# Fru Görvels hus

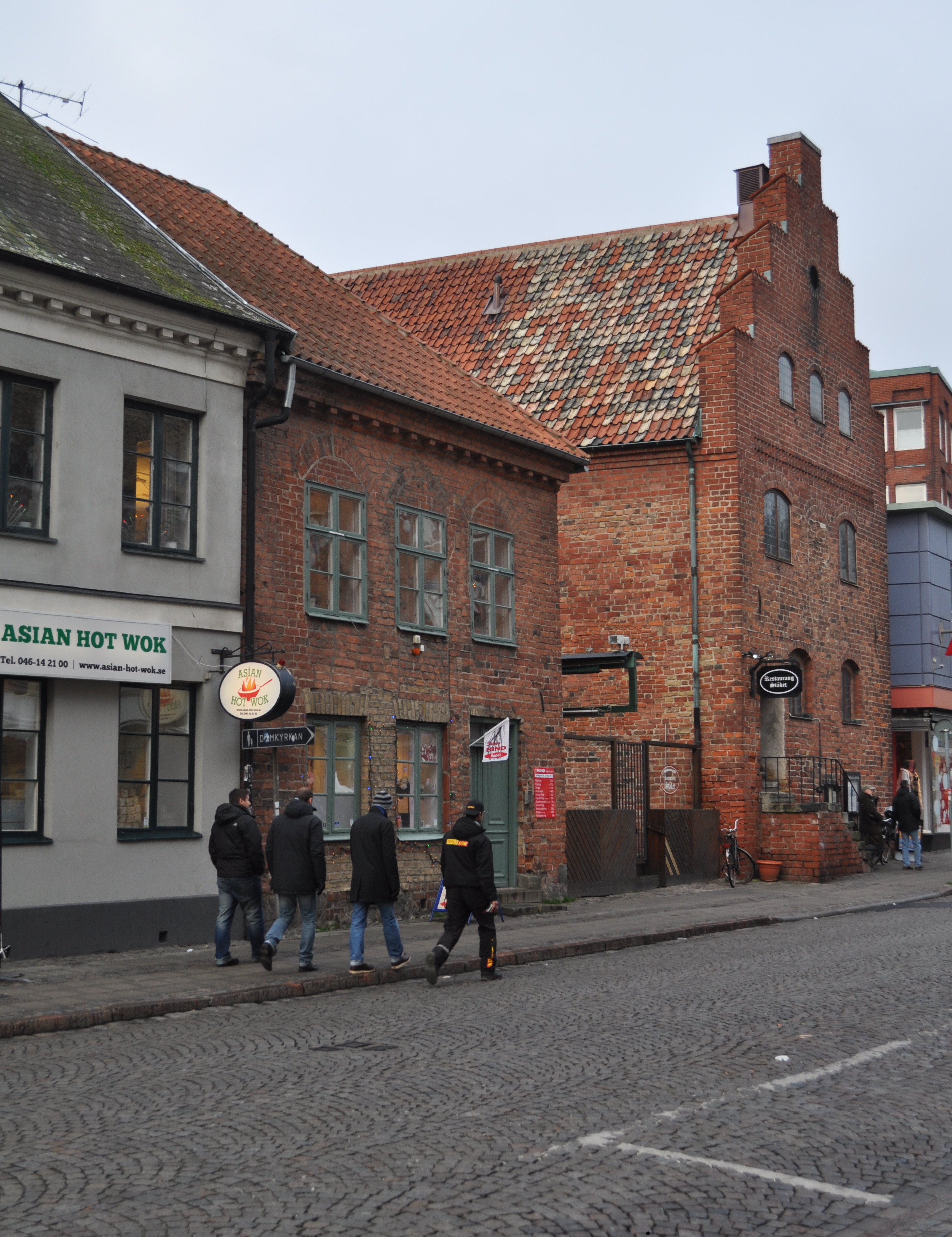
De båda längorna i den tidigare Fru Görvels gård

Fru Görvels hus, också benämnt Borgska huset, är en byggnad på fastigheten Färgaren 57 vid Stora Södergatan i Lunds stadskärna, som troligen uppfördes 1570. Det ingick tillsammans med grannhuset på norra sidan, Stäket, i Fru Görvels gård. Sedan 1813 tillhörde de dock olika tomter.
Före 1541 ägdes fastigheten av Lunds domkyrka, men den överläts till arrendatorn mot erläggande av årlig jordskyld. Vid mitten av 1500-talet ägdes gården av riksrådet Lave Brahe och efter dennes död 1568 övergick gården till hans änka Görvel Fadersdotter Sparre. 
Fru Görvels hus uppfördes som den södra längan i den betydande gårdsanläggning, som Görvel Fadersdotter Sparre lät uppföra åt sig. Gårdens norra länga är den äldre av längorna. Fru Görvels hus är ett tvåvånings gavelhus utan källare med valmat tak med fasader i rött stortegel, som är lagda i munkförband. Bottenvåningen har legat i markplanet, vilket när byggnaden uppfördes var omkring en halv meter längre ner än idag. Bottenvåningens ursprungliga takhöjd är 2,9 meter, medan den övre våningen är 3,2 meter hög. Huvudingången har troligen legat mitt på nordfasaden. Bottenvåningen har haft små och obetydliga fönsteröppningar, medan övervåningens fönster varit avsevärt större. Liksom på den norra längan fanns troligen ett burspråk mot gatan.
Färgaren Jöns Petter Borg köpte fastigheten 1823 och bodde i huset. Familjeföretaget Borgs färgerier låg i södra delen av samma kvarter, Färgaren.
Byggnaden har inte sedan början av 1800-talet genomgått några större förändringar. Den blev byggnadsminne 1994.